# 南方澳南仙宮
24°34′48″N 121°51′43″E / 24.579968°N 121.861847°E
南方澳南仙宮，是位於臺灣宜蘭縣蘇澳鎮南方澳南成里的呂祖廟，建廟由來是學童陳來福所塑造的泥像。

## 沿革

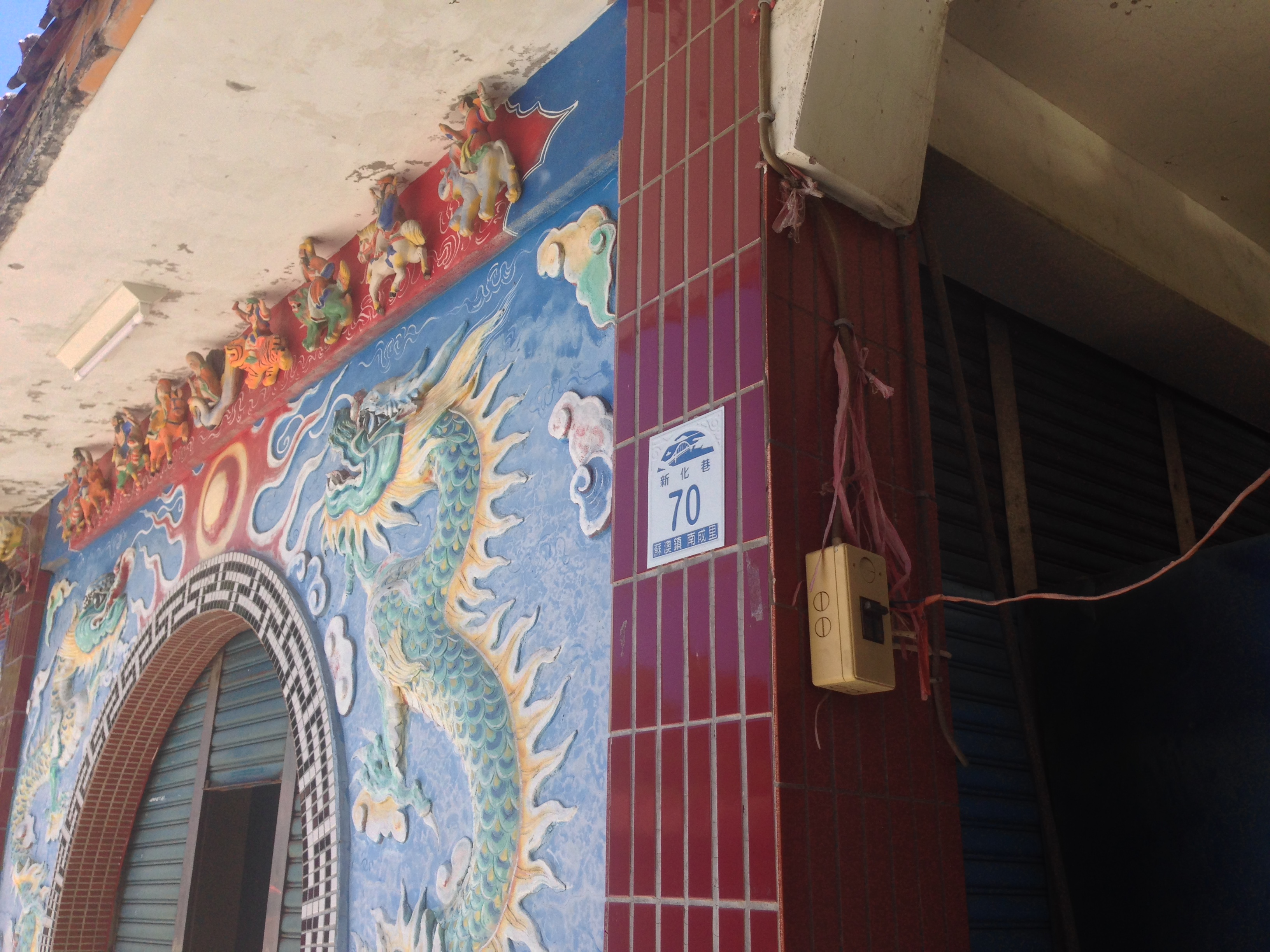
門牌

1960年左右，當地孩童陳來福利用南方澳蘇南橋下的黏土捏起幾尊土偶，學大人建廟造神，吸引附近的小孩祭拜。當時陳來福所建的小廟在距母校南安國校約五十公尺處的山坡上，後因廟前面又挖出泉水，讓居民相信是神靈顯靈。當時十幾歲的乩童「阿同」，說土偶內的神靈是呂仙公（呂洞賓）下凡，因此吸引不少南方澳漁港居民前來祭拜。
1962年10月20日，警方派員前往拆除小廟，還將旁邊的香燭店拆除，並將負責人林阿番移送警所訊問。工人拆完小廟後，不知何故上吐下瀉，被地方人認為是仙公顯靈，要求蓋廟者越來越多，連縣議員也介入，於是派出所警員再也無法阻止。
經眾人奔走籌措與借款，1964年農曆十二月初四舉行神像入廟，廟頂七星塔燈光也成為南方澳漁民入港的指標。南方澳原先的大廟只有南天宮與昭安宮，南仙宮落成後，當地掀起興建廟宇風氣，如龜山島人建造漢聖宮、小琉球人設立池碧宮、北方澳人也建了足以與南天宮分庭抗禮的南方澳進安宮。
南仙宮的泉水具有名氣，常有民眾飲用，並認為有醫療效果。衛生單位一度懷疑有人在水中摻藥，特地抽取檢驗，結果正常。蘇澳鎮民代表洪秀璪、南成里長張金田等地方人士表示多年來經常飲用，不覺有何不適。1997年，廟方在左廂房設有取水台、不鏽鋼板等，並以馬達抽水，讓人可以直接在葫蘆形的出水口取水。
南仙宮上面為蘇花公路，軍方單位進行段施設工程及蘇花公路拓寬雙線道時都留下許多土石，遇雨即沖刷而下。2000年大雨曾造成崩塌，土石壓毀南仙宮廚房。後來政府增設擋土牆。

## 建廟者

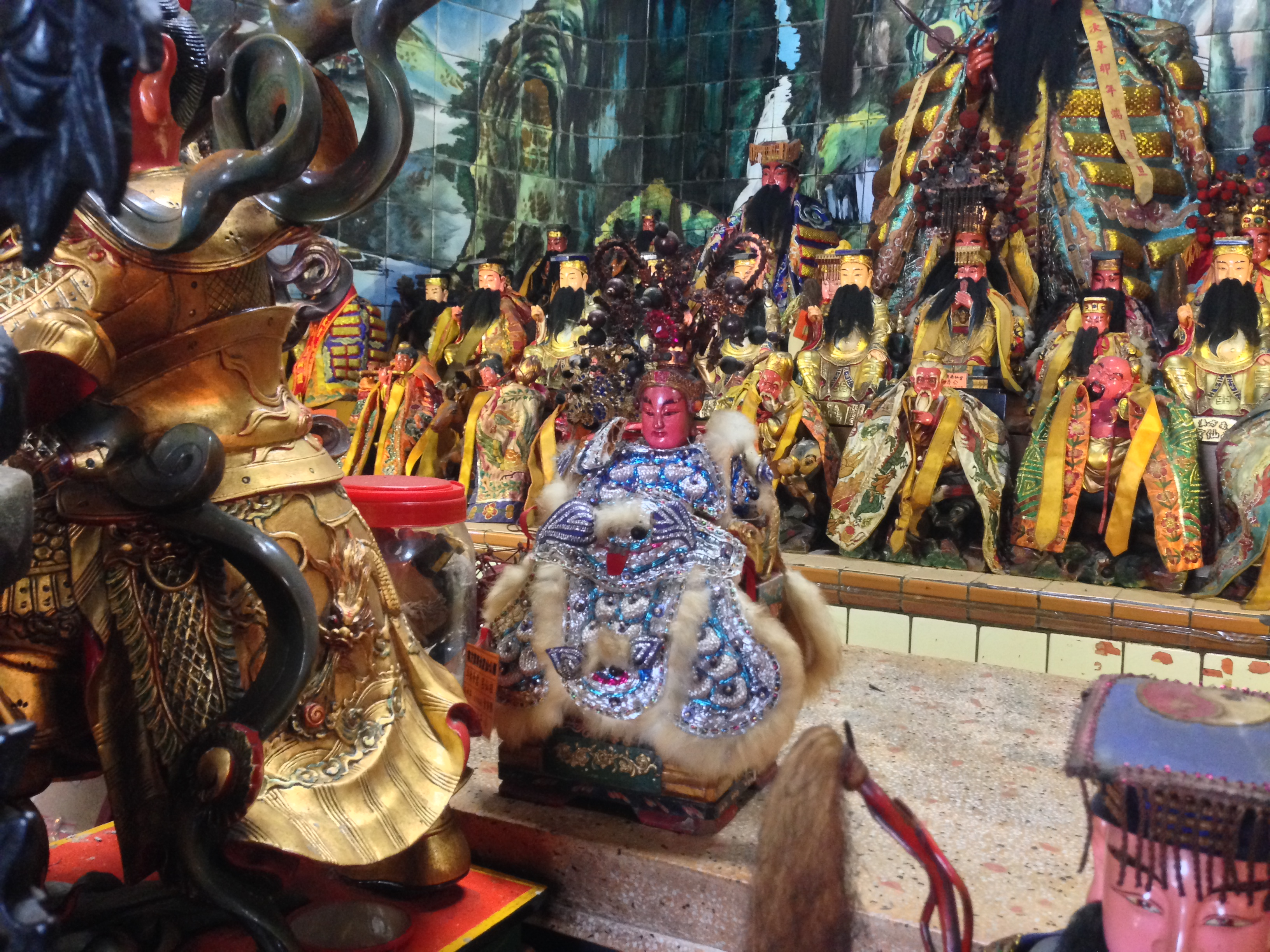
代表陳來福的神像。

陳來福家庭從事販魚，有兩兄長。父親為陳玉書，家庭住在蘇澳鎮南正里十四鄰。
陳來福從小個性安靜，不愛與人嬉鬧，喜歡並擅長塑造神像，國民學校（小學）時還曾被老師以孫中山搗毀神像的故事，責罵說，國家不能強盛是像他「這樣的人太多了」。國校畢業後，他在南天宮旁的鐵工廠當學徒，期間因他塑造神像，盛傳有傳奇故事，逐漸在南方澳出名。在南仙宮建好後，他兼做管理員，為信徒解答籤詩兼指導科儀，但不久就去金門服役，並在某冬夜被喝醉的充員兵開槍波及殺死。
死後，乩童阿同安慰遺族說陳來福是三太子轉世。家人依照乩童的指示像作醮一樣辦理後事，南方澳居民也前來祭祀。骨灰葬於蘇澳聖湖的軍人公墓。家屬打造一尊像「廣澤尊王」的神像供奉在廟裡，以茲紀念。由雙親看守的南仙宮香火，因為失去陳來福，再加上1997年乩童阿同因病去世，不再如以前旺盛。
陳來福同學兼玩伴邱坤良在1998年10月31日到11月4日於《自由時報》投稿〈少年來福造神事件〉來作追思。
後來邱坤良寫有《南方澳大戲院興亡史》，書中出現的戲院、寺廟、人物等成為被探討的對象。住在家鄉的邱坤良兄長還因而被南仙廟聘為總務，負責管帳與勸募，而他的第一位募款對象就是邱坤良，要弟弟出三萬元為神像金身添購一件有亮片與金蒼補的披風，並說：「廟裡的人講，這是仙公託夢指點的！」 

## 外部連結
- 官方网站